# 班頓·恩格林
布蘭登·澤維爾·英格拉罕（英語：Brandon Ingram，1997年9月2日—），美國職業籃球員，現效力於NBA球隊多伦多猛龙。在2016年NBA選秀以第二順位被洛杉磯湖人選中，並入選NBA最佳新秀陣容的第二隊。
他在大學時效力杜克大學藍魔鬼籃球隊。賽季結束後，英格拉姆決定放棄他的大學資格，並宣布參加NBA選秀。

## 高中生涯
金斯頓高中一年級時，他在高中代表隊籃球隊替補出場，但隨著他的表現越來越好，也漸漸成為球隊中重要的角色。在金斯頓維京人隊的第一年，該隊以三分之差擊敗了Cuthbertson高中，並在雷諾體育館贏得了2012年NCHSAA 2-A男子籃球賽冠軍。在二年級生時，金斯頓維京人隊連續第二年擊敗了Cuthbertson，贏得了州冠軍，英格拉姆場均得到12.4分，3.9個籃板和1.5次助攻。英格拉姆在三年級開始之前，他在2013年的夏季期間開始表現越來越好，同時打了AAU籃球。在為斯塔克豪斯精英隊效力之後，這位身高6英尺7的年輕球員受到大學教練們的大量關注，他們開始招募英格拉姆到大學籃球隊。

## NBA生涯

### 洛杉磯湖人(2016-2019)

#### 2016-17賽季
2016年6月23日，英格拉姆在2016年NBA選秀被洛杉磯湖人以第二順位選中。他當時年僅18歲，是全聯盟年第二年輕的球員。2016年8月23日，他與湖人簽下了新秀合約。2016年10月26日，英格拉姆生涯第一場比賽，替補上場得了9分，洛杉磯湖人以120-114擊敗休斯頓火箭。 11月23日，英格拉姆在對金州勇士的比賽中得到了16分，但球隊以149-106吞下敗仗。12月2日，在對多倫多暴龍的比賽中得到了17分，但球隊以113-80輸球。 12月17日，他在對克里夫蘭騎士的比賽中繳出9分10籃板9助攻的全面表現，只差1分1助攻就能成為NBA歷史上最年輕拿到大三元的球員，但球隊仍以119-108輸球。2017年1月6日，他本賽季第二次得到17分，球隊以127-100擊敗邁阿密熱火。兩天後，再次得到17分，球隊以111-95擊敗奧蘭多魔術。在NBA全明星周末期間，他和隊友德安傑洛·羅素一起參加了新星挑戰賽。2月26日，英格拉姆得到了生涯新高的22分，但球隊以117-98敗給聖安東尼奧馬刺。在賽季結束後，英格拉姆入選NBA最佳新秀陣容的第二隊。

#### 2017-18賽季
英格拉姆出戰夏季聯賽，第一場比賽就得到了26分，但卻因為受傷缺席了剩餘的夏季聯賽。2017年10月20日，在對鳳凰城太陽的比賽中，拿下了職業生涯新高的25分，並率隊以132-130拿下勝利。 2017年11月15日，球隊以115-109輸給費城76人，英格拉姆得到26分11籃板。 11月29日，面對的對手是衛冕軍金州勇士，英格拉姆再度刷新自己的得分紀錄，得到生涯新高的32分，並率隊和衛冕軍打到延長賽，但最終還是以127-123輸球。12月7日，英格拉姆得到21分，在比賽剩下0.8秒時，投進關鍵三分球，幫助球隊以107-104戰勝費城76人，球隊也結束了五連敗。2018年1月5日，對夏洛特黃蜂的比賽，英格拉姆得到22分和職業生涯新高的14籃板，球隊以108-94拿下勝利。1月11日，對戰西區第三的聖安東尼奧馬刺，英格拉姆攻下26分，率隊以93-81拿下勝利，並幫助球隊達成本賽季第一次三連勝。2月16日，和隊友朗佐·鮑爾、凱爾·庫茲馬一起參加NBA明星周末的新秀挑戰賽，英格拉姆先發上場12分鐘，得到了8分。3月1日，因為英格拉姆股溝受傷，導致他錯過12場比賽。3月30日，對戰密爾瓦基公鹿，因為英格拉姆在比賽中頸部肌肉挫傷，導致他錯過了本賽季剩餘的比賽。

#### 2018-19賽季
在10月20日對休斯敦火箭的比賽中，與對方球員發生衝突被禁賽四場。在12月因左腳踝扭傷缺席了7場比賽。2019年1月17日，對戰俄克拉荷马城雷霆的比賽中，拿下職業生涯新高的11次助攻，球隊也以138-128獲勝。1月29日，對戰費城76人的比賽，得到職業生涯最高的36分外帶5籃板5助攻，但球隊以121-105輸球。在全明星賽後的六場比賽中，英格拉姆場均拿下27.8分和7.5個籃板。他的投籃命中率達到了57%，三分球命中率更是達到了53%。3月10日球團宣布英格拉姆的右臂傷勢診斷出深層靜脈栓塞，將缺席剩餘賽事。

### 紐奧良鵜鶘(2019-2025)
2019年7月6日，鵜鶘、湖人和巫師完成三方交易，洛杉磯湖人得到安東尼·戴維斯，紐奧良鵜鶘得到英格拉姆、朗佐·鮑爾、喬許·哈特、2019年4號秀德安德烈·亨特的簽約權以及2個未來首輪選秀權。
英格倫獲選為該季年度最佳進步球員，他也是鵜鶘隊史首位贏得該獎項的球員。
英格倫去年球季開打前遭洛杉磯湖人交易，沒想到他前往紐奧良鵜鶘後表現大爆發，獲選上季最佳進步獎，也讓鵜鶘甘願端出一份5年最高1.58億美元的延長合約給他。
2023年3月24日，英格倫出賽32分鐘，23投10中，攻下30分、11籃板、10助攻，生涯首奪大三元，帶領鵜鶘以115比96輕取黃蜂，迎來3連勝。

### 多伦多猛龙(2025-)
2025年2月5日，新奥尔良鹈鹕将英格拉姆交易至多伦多猛龙得到布鲁斯布朗、奥利尼克，外加1首轮、1次轮。

## NBA生涯數據

### 例行赛
| 賽季    | 球隊   | GP  | GS  | MPG  | FG%  | 3P%  | FT%  | RPG | APG | SPG | BPG | PPG  |
| ------- | ------ | --- | --- | ---- | ---- | ---- | ---- | --- | --- | --- | --- | ---- |
| 2016–17 | LAL    | 79  | 40  | 28.8 | .402 | .294 | .621 | 4.0 | 2.1 | .6  | .4  | 9.4  |
| 2017–18 | LAL    | 59  | 59  | 33.5 | .470 | .390 | .681 | 5.3 | 3.9 | .8  | .7  | 16.1 |
| 2018–19 | LAL    | 52  | 52  | 33.8 | .497 | .330 | .675 | 5.1 | 3.0 | .5  | .6  | 18.3 |
| 2019–20 | NOP    | 62  | 62  | 33.9 | .463 | .391 | .851 | 6.1 | 4.2 | 1.0 | .6  | 23.8 |
| 2020–21 | NOP    | 61  | 61  | 34.3 | .466 | .381 | .878 | 4.9 | 4.9 | .7  | .6  | 23.8 |
| 2021–22 | NOP    | 55  | 55  | 34.0 | .461 | .327 | .826 | 5.8 | 5.6 | .6  | .5  | 22.7 |
| 2022–23 | NOP    | 45  | 45  | 34.2 | .484 | .390 | .882 | 5.5 | 5.8 | .7  | .4  | 24.7 |
| 2023–24 | NOP    | 64  | 64  | 32.9 | .492 | .355 | .801 | 5.1 | 5.7 | .8  | .6  | 20.8 |
| 生涯    | 生涯   | 477 | 438 | 33.0 | .468 | .362 | .786 | 5.2 | 4.3 | .7  | .6  | 19.4 |
| 明星賽  | 明星賽 | 1   | 0   | 8.6  | .250 | .000 | —    | 1.0 | 1.0 | 1.0 | .0  | 2.0  |

### 附加賽
| 賽季 | 球隊 | GP | GS | MPG  | FG%  | 3P%  | FT%   | RPG | APG | SPG | BPG | PPG  |
| ---- | ---- | -- | -- | ---- | ---- | ---- | ----- | --- | --- | --- | --- | ---- |
| 2022 | NOP  | 2  | 2  | 36.1 | .625 | .000 | .700  | 5.5 | 5.5 | .0  | .0  | 28.5 |
| 2023 | NOP  | 1  | 1  | 37.8 | .526 | .500 | .818  | 6.0 | 7.0 | .0  | 1.0 | 30.0 |
| 2024 | NOP  | 2  | 2  | 31.0 | .438 | .667 | 1.000 | 5.0 | 5.0 | .0  | .5  | 17.5 |
| 生涯 | 生涯 | 5  | 5  | 34.4 | .538 | .429 | .808  | 5.4 | 5.6 | .0  | .4  | 24.4 |

### 季後賽
| 賽季 | 球隊 | GP | GS | MPG  | FG%  | 3P%  | FT%  | RPG | APG | SPG | BPG | PPG  |
| ---- | ---- | -- | -- | ---- | ---- | ---- | ---- | --- | --- | --- | --- | ---- |
| 2022 | NOP  | 6  | 6  | 39.3 | .475 | .407 | .830 | 6.2 | 6.2 | .7  | .3  | 27.0 |
| 生涯 | 生涯 | 6  | 6  | 39.3 | .475 | .407 | .830 | 6.2 | 6.2 | .7  | .3  | 27.0 |

## 外部連結
- 班頓·恩格林在fiba.basketball（英语）
- 班頓·恩格林在NBA（英语）
- 班頓·恩格林在Basketball-Reference.com（NBA）（英语）
- 班頓·恩格林在Basketball-Reference.com（國際）（英语）
- 班頓·恩格林在Sports-Reference.com（NCAA）（英语）
- 班頓·恩格林在ESPN（NBA）（英语）
- 班頓·恩格林在Eurobasket.com（球員）（英语）
- 班頓·恩格林在RealGM（英语）
- 班頓·恩格林在Proballers（英语）